# 内蒙古一机集团第一中学
内蒙古一机集团第一中学（包头市第八十一中学）是包头市青山区所属的一所自治区级示范性高级中学，坐落在内蒙古包头市青山区文化路26号，校训为“学达德彰”。該校學生以理科為主，競賽見長，很多人保送清華大學等高校。毕业生遍布中国及世界，是包头市乃至内蒙古自治区非常著名的高中。

## 现任领导
校长：侯振河

## 校史
1960年9月，学校创立，当时称一机厂子弟中学，为初级中学，首任校长为齐智增。校舍是由"六O所"的一栋平房改成的。

2002年4月，一机一中被认定为自治区首批“示范性普通高级中学”。

2006年6月，一机一中学生金秋实获得内蒙古自治区高考理科总分第一名。

2006年9月12日，一机一中正式移交青山区实行属地管理。

2008年9月28日，一机一中“包头市外国语学校”揭牌仪式隆重举行。

2010年6月，综合体育馆和及科技图书实验大楼投入使用。

2010年6-7月，作为世界中学生排球锦标赛赛场举行部分代表队的比赛。

## 现状
学校占地面积56000平方米，建筑面积33640平方米，各种功能场、馆、厅齐全，有全区第一块中学400米标准塑胶运动场地。2000年在包头市率先开通了千兆校园网，经过几年的发展，教育、教学、管理基本实现了网络化。学校现有学生2986人，教职工180人。其中特级教师6人，高级教师78人，国家级骨干教师2人，自治区骨干教师、教学能手4人，在职硕士研究生32人。

## 荣誉
- 自治区城市高中办学模式改革实验学校
- 自治区现代教育技术优秀学校
- 自治区体卫工作先进学校
- 包头市体育传统项目（网球）优秀学校
- 包头市花园式学校
- 包头市普通高中办学优秀单位
- 包头市德育工作先进学校
- 自治区文明单位
- 自治区示范性普通高级中学
- 教育部“人文社会科学研究实验基地”和“外语教育研究实验学校”
- 国家“十五”科研课题“素质教育研究”实验基地。

## 知名校友
张绍刚
张若凝